# Olha Pivovarova
Olha Pivovarova (ucraïnès: Ольга Йосипівна Пивоварова)  (Dovjansk, 29 de gener de 1956) és una ex-remadora ucraïnesa que va competir sota bandera soviètica durant les dècades de 1970 i 1980.
El 1980 va prendre part en els Jocs Olímpics de Moscou, on guanyà la medalla de plata en la competició del vuit amb timoner del programa de rem. En el seu palmarès també destaquen una medalla d'or i una de plata en el vuit amb timoner i una d'or en el quatre amb timoner del Campionat del món de rem.